# Eva Björklund

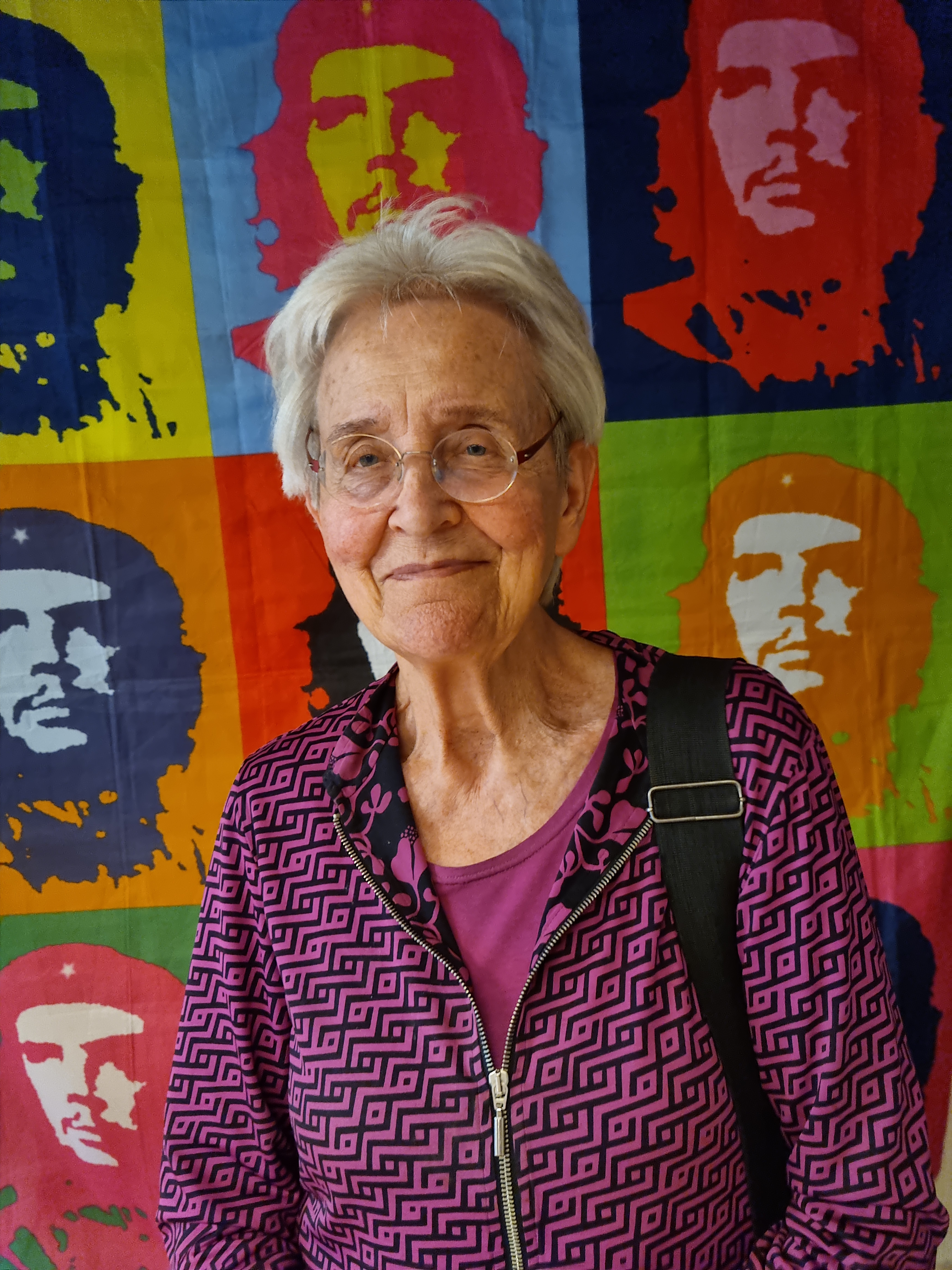
Eva Björklund juni år 2022

Eva Birgitta Björklund, född 12 november 1942 i Lycksele, är en svensk politiker (vänsterpartist), journalist och arkitekt. Hon var tidigare medlem i Vänsterpartiets partistyrelse, invald år 2004.
Eva Björklund är aktiv medlem i Svensk-Kubanska Föreningen, där hon tidigare också varit ordförande under lång tid. Björklund var även med och grundade föreningen 1966. Hon är även redaktör för Tidskriften Kuba som ges ut av föreningen, och hon har översatt en samling av Che Guevaras texter till svenska. Hon har skrivit förordet till antologin "Feminism för demokrati" som gavs ut 2009 och handlar om kvinnors deltagande i politiken världen över. Hon har även givit ut sin dagbok, Verdandis förlag 1971, från sin resa på Kuba år 1968.
Björklund har blivit medialt uppmärksammad bland annat då hon kritiserat Amnesty Internationals kampanj för frisläppande av politiska fångar på Kuba. Hon har även kallat Kuba för "demokratiskt, på vissa plan mer demokratiskt än Sverige", och Castroregimen för "Kubas folkvalda regering".